# Сугайник австрійський
Сугайник австрійський (Doronicum austriacum) — вид рослин із родини айстрових (Asteraceae).

## Біоморфологічна характеристика
Багаторічна міцна трав'яниста рослина 30–150 см заввишки з потужним кореневищем і з прямовисним розгалуженим стеблом. Стебла кутасті, внизу голі, зверху б.-м. залозисто запушені. Листки запушені, дуже близько один до одного. Прикореневі листки під час цвітіння в'януть. Нижні листки з ніжкою до 4 см завдовжки; середні стеблові листки скрипкоподібні, серцеподібно-стеблоохопні, до 20 см завдовжки і 10 см завширшки; верхні — ланцетоподібні, загострені. Квіткові голови великі, у діаметрі досягають 5–6 см. Язички жовті чи оранжево-жовті, до 4 см завдовжки. Сім'янки 2.4–3 × 1.1–1.3 мм, темно-зелені чи бурі, з 10 реберцями; крайові — голі, без чубка; серединні — з біло-жовтуватими вгору притиснутими волосками. 2n=60. Період цвітіння: липень і серпень.

## Середовище проживання
Вид зростає у Європі й пн.-зх. Анатолії (Франція, Албанія, Андорра, пн.-сх. Іспанія, Німеччина, Швейцарія, Австрія, Італія, Польща, Чехія, Словаччина, Угорщина, Словенія, Хорватія, Боснія та Герцеговина, Сербія та Косово, Чорногорія, Македонія, Румунія, Болгарія, Греція, Україна, Туреччина (пн.-зх. Анатолія)).
В Україні вид зростає у лісах, по чагарниках, галявинах, берегах струмків — у Карпатах, звичайний